# هینترز (مکلنبورگ-فورپومرن)
هینترز (به آلمانی: Hintersee) یک شهر در آلمان است که در ام استتینر هاف واقع شده‌است. هینترز ۳۳۲ نفر جمعیت دارد.